# Font de Carlets
La font de Carlets és una surgència d'aigua del municipi de Rellinars al Parc Natural de Sant Llorenç del Munt i la Serra de l’Obac

## Situació
Està localitzada a quilòmetre i mig a l'est en línia recta del nucli de Rellinars, al Vallès Occidental, a la vessant Sud de la Serra de l'Obac a escassos 30 metres de la pista que puja a les Boades i a només 20 metres de la llera dreta de la riera de Rellinars. Està situada a 401 metres sobre el nivell del mar.
Aquesta  font és troba dins del límit del Parc Natural de Sant Llorenç del Munt i l'Obac, creat el 1972. Des del 2000 també forma part de l'Inventari d'espais d'interès geològic de Catalunya (IEIGC) inventariat com espai d'interès geològic en el conjunt de la geozona Sant Llorenç del Munt i l'Obac, la qual forma part del parc natural majoritàriament.

## Descripció
És una font que brolla abundosament d'entre l'esquerda d'uns grans blocs de conglomerat, al vessant dret de la Riera de Rellinars. A 200 metres es troba la font dels Llaminers.
Una de les fonts més conegudes de la contrada, està assenyalada a peu de la carretera B-122 i també al llarg d'un camí que surt de les emblemàtiques Fonts de Rellinars. L'abundós cabal d'aigua surt per les escletxes de la roca a la paret d'un petit cingle i es recull en una cavitat o pica natural. Després raja per un broc de ferro i cau a un rec per desguassar a la riera. Damunt del brollador hi trobem una petita llosa vermellosa collada a la roca amb el nom de la font pintat en lletres verdes.